# Мурманский областной театр кукол
Мурманский областной театр кукол — театр кукол в Мурманске. Расположен в отдельно стоящем здании на проспекте Ленина, 27 (ранее — на улице Софьи Перовской в здании Мурманской областной научной библиотеки).

## История
Старейший профессиональный театр за Полярным кругом!
Основан в августе 1933 года в Хибиногорске (ныне — Кировск) В. А. Подобедовым и молодыми ленинградскими актерами. Первый спектакль театра — «Ивашка-батрачонок».
В годы Великой Отечественной войны театр служил делу Победы над фашистами. Всего за годы войны было подготовлено более 100 концертных программ и отыграно около 1000 фронтовых концертов, не менее 200 — непосредственно в прифронтовой полосе. За свою работу весь состав театра кукол был награжден медалями, благодарностями и грамотами.
В 1972 году происходит событие, которое кардинально изменило жизнь театра — Мурманский областной театр кукол переехал в новое помещение по адресу: улица Софьи Перовской, дом 21А, в здание областной научной библиотеки. Долгое время театр не имел собственного отдельного здания. В настоящий момент завершен капитальный ремонт здания по адресу проспект Ленина, 27 и у театра появился свой собственный дом!
Мурманский областной театр кукол был одним из инициаторов создания Международного фестиваля театров кукол стран Баренцрегиона. В 2001 году в театре кукол прошел III Международный фестиваль театров кукол стран Баренцрегиона, а в 2011 году — VIII-й фестиваль. В 2019 году театр вновь стал организатором уже IX Международного фестиваля театров кукол Баренцева региона.

## Репертуар
В современном репертуаре театра есть спектакли для дошкольников, младшеклассников и подростков; иногда проходят постановки для взрослых. Театр ориентируется на русские сказки («Три медведя», «Морозко», «По щучьему велению», «Заяц, Лиса и Петух» и др.) и легенды и предания саамов («Саамская сказка», «Маленькая дочь Солнца» и др.). В репертуаре также сказки народов мира, скандинавских соседей. Репертуар театра состоит из 55 спектаклей. Ежегодно театр показывает 4-5 премьер.

## Труппа театра
На 2021 год в труппе театра работает 16 актёров, в том числе 2 Заслуженных артиста Российской Федерации (Наталья Петрунина и Владимир Пьянков).
В разные годы в театре работали:
Подобедов Виктор Александрович, первый режиссер, художественный руководитель с 21 марта 1933 по 1949 г.
Варшавская Валентина Семеновна, директор театра с 1951 по 1978 г.
Спектор Ида Петровна, главный режиссёр театра с 1968 по 1979 г.
Народный артист Российской Федерации Тамара Волынкина, режиссёр-постановщик театра в 1992—2015 гг.
Заслуженные артисты Российской Федерации Александр Гусев, Елена Коротаева и Сергей Харламов.

## Награды
- Благодарность Президента Российской Федерации (27 июля 2023 года) — за заслуги в развитии отечественной культуры и искусства, многолетнюю плодотворную деятельность[6]